# Hornpipe
La hornpipe è un tempo di danza originario delle Isole Britanniche nato attorno al XIII secolo.

## Storia
Il nome viene fatto risalire all'uso popolare di danzare con accompagnamento di una "hornpipe" (lett.: "canna di corno"), strumento ad ancia, con canna semplice o doppia, ricavato da corna animali. Originariamente danzata rigorosamente da soli uomini, ha assunto col tempo connotati particolarmente "virtuosistici", arricchendo i passi con sempre maggiori difficoltà. Nel XVIII secolo, si attribuisce al Comandante James Cook l'ordine di far danzare le hornpipes nei periodi di bonaccia agli equipaggi per tenerli impegnati. In quel tempo assume, quindi una connotazione tipicamente marinara, tanto da entrare, pare, nell'addestramento dei marinai della Royal Navy fino all'Ottocento. Tecnicamente è scritta in tempo binario (2/4 o 4/4 caratterizzato da un ritmo fortemente sincopato, richiamante il ritmo degli equipaggi nell'issare l'ancora o nel salire 'a riva' lungo le sàrtie.

## Discografia
- 1995 Irish Dances -- EPM, Parigi